# Zamek w Rynie
Zamek w Rynie – położony na wzniesieniu pomiędzy Jeziorem Ryńskim i Ołów, mieści się przy Placu Wolności. Zamek obecnie pełni funkcję hotelu. 

## Historia

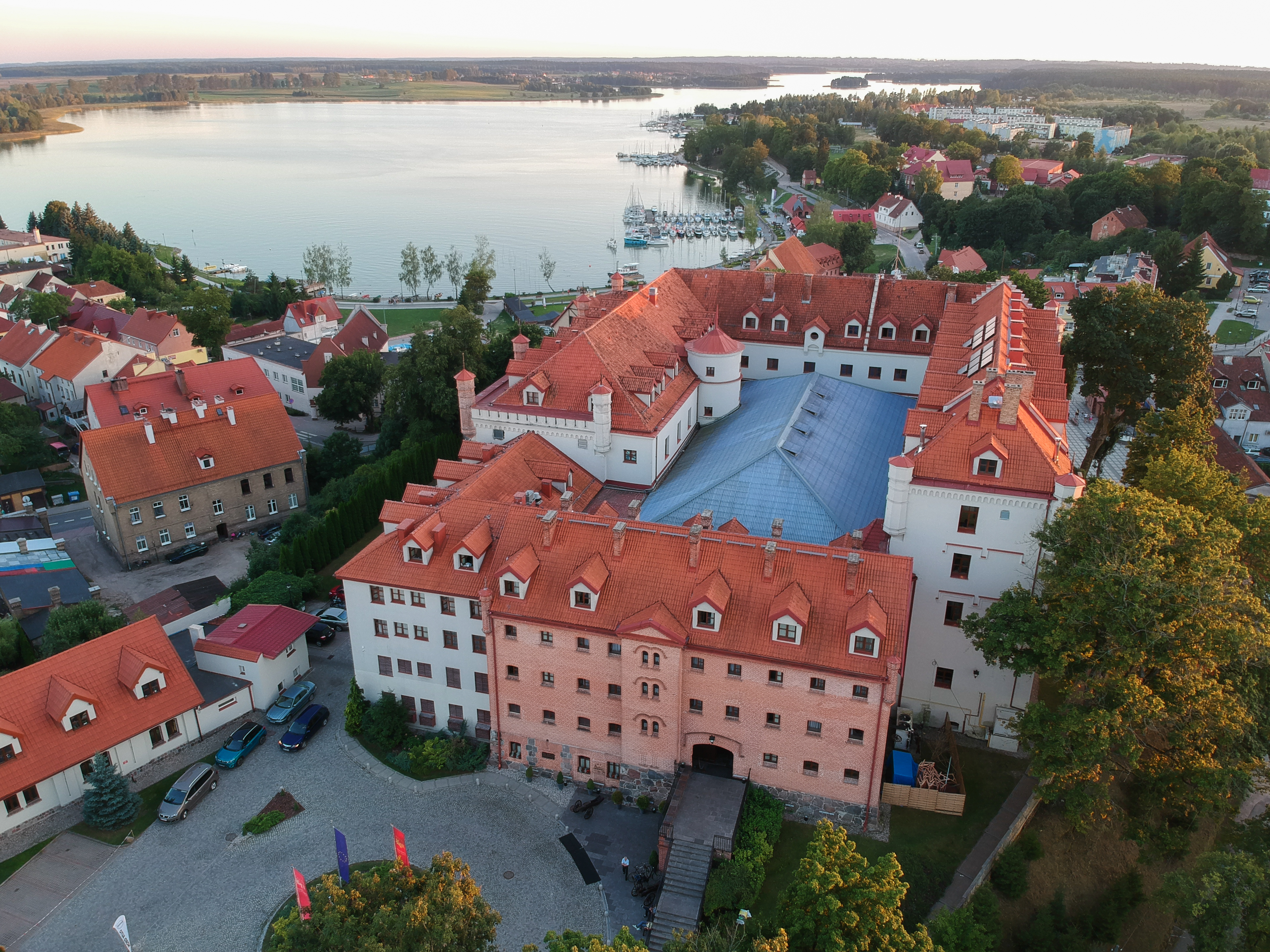
Panorama zamku

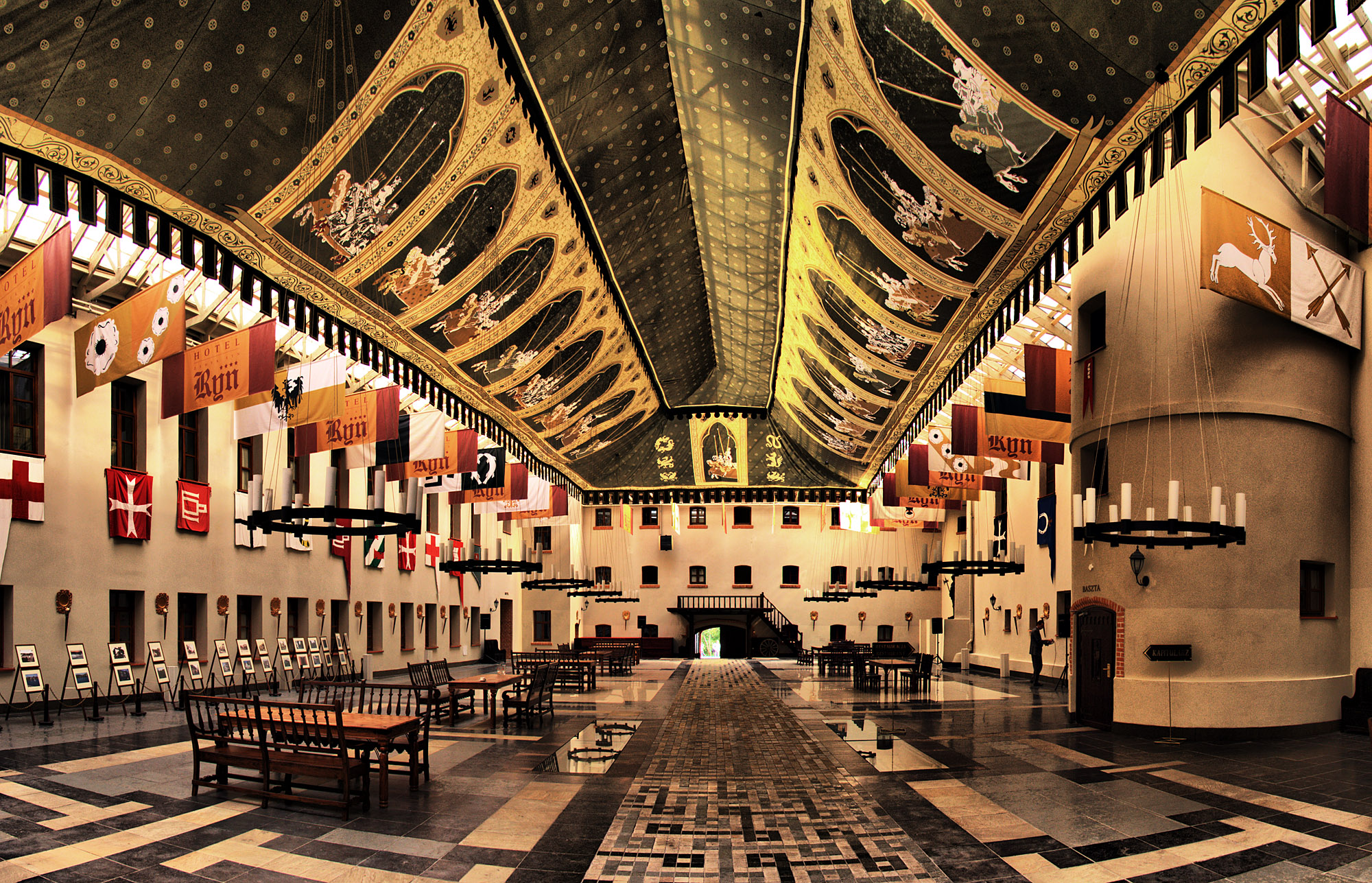
Sala rycerska

Budowę zamku rozpoczęto na miejscu wcześniejszej niewielkiej warowni na polecenie wielkiego mistrza zakonu krzyżackiego Winricha von Kniprode około 1377 roku z przeznaczeniem na siedzibę konwentu i jako miejsce, z którego można było przeprowadzać ataki na wschód przeciwko Litwie. Zamek miał mieć początkowo w obrębie prostokąta murów o wymiarach 44 x 52 metry dwa skrzydła: od południowego wschodu i północnego wschodu, wkrótce jednak po zbudowaniu pierwszego budynku od południowego wschodu do wysokości parteru i piwnicy pod drugi budynek, prace budowlane przerwano. 
Prace budowlane wznowiono około 1393 roku z inicjatywy wielkiego mistrza Konrada von Wallenrode, który chciał przeznaczyć zamek w Rynie na siedzibę nowego komturstwa dla swojego brata Fryderyka. Podniesiono wtedy parterowe skrzydło południowo-wschodnie budując nad nim kaplicę i inne niezbędne pomieszczenia. Jednakże po klęsce w bitwie pod Grunwaldem w 1410 roku zasięg budowy ograniczono do czworokąta murów z jednym budynkiem gotyckim wzdłuż wschodniego boku. 
W latach 1394–1422 zamek był na krótko siedzibą komturów, później wójtów krzyżackich. Po wybuchu wojny trzynastoletniej w 1455 roku został zdobyty przez chłopów, którzy wystąpili przeciwko nadużyciom załóg krzyżackich, a następnie odzyskany przez Jerzego von Schliebena, który pod zamkiem ich krwawo rozgromił.
Po 1525 zamek był siedzibą starostów księcia pruskiego. Podczas szwedzkiego Potopu, w 1657 roku zamek spalili Tatarzy.
Na początku XIX wieku zamek był własnością prywatną. Po odkupieniu w 1853 roku, został przebudowany przez władze pruskie na więzienie. Zamek spłonął w 1881 roku. Po 1945 roku zaadaptowano go na dom kultury, niewielkie muzeum i urząd miasta. Po 1990 roku władze miejskie sprzedały go osobie prywatnej, która zaadaptowała go na czterogwiazdkowy hotel.

## Architektura
Z czasów średniowiecza pochodzi jedno skrzydło, natomiast trzy pozostałe zbudowane w czasach nowożytnych. „Najmłodsze”, więzienne, zostało zbudowane w XIX wieku.

## Stan obecny
Obecnie zamek został zaadaptowany na Hotel ZAMEK RYN**** (hotel, restauracja, basen, sauny, kręgielnia, unikalny zadaszony dziedziniec wewnętrzny).

## Zamek w literaturze
U schyłku XIV wieku komturem na zamku był Konrad von Wallenrode, który zainspirował Adama Mickiewicza do napisania na zsyłce w Rosji przed 1828 rokiem poematu „Konrad Wallenrod”.